# بارگیری پروانه

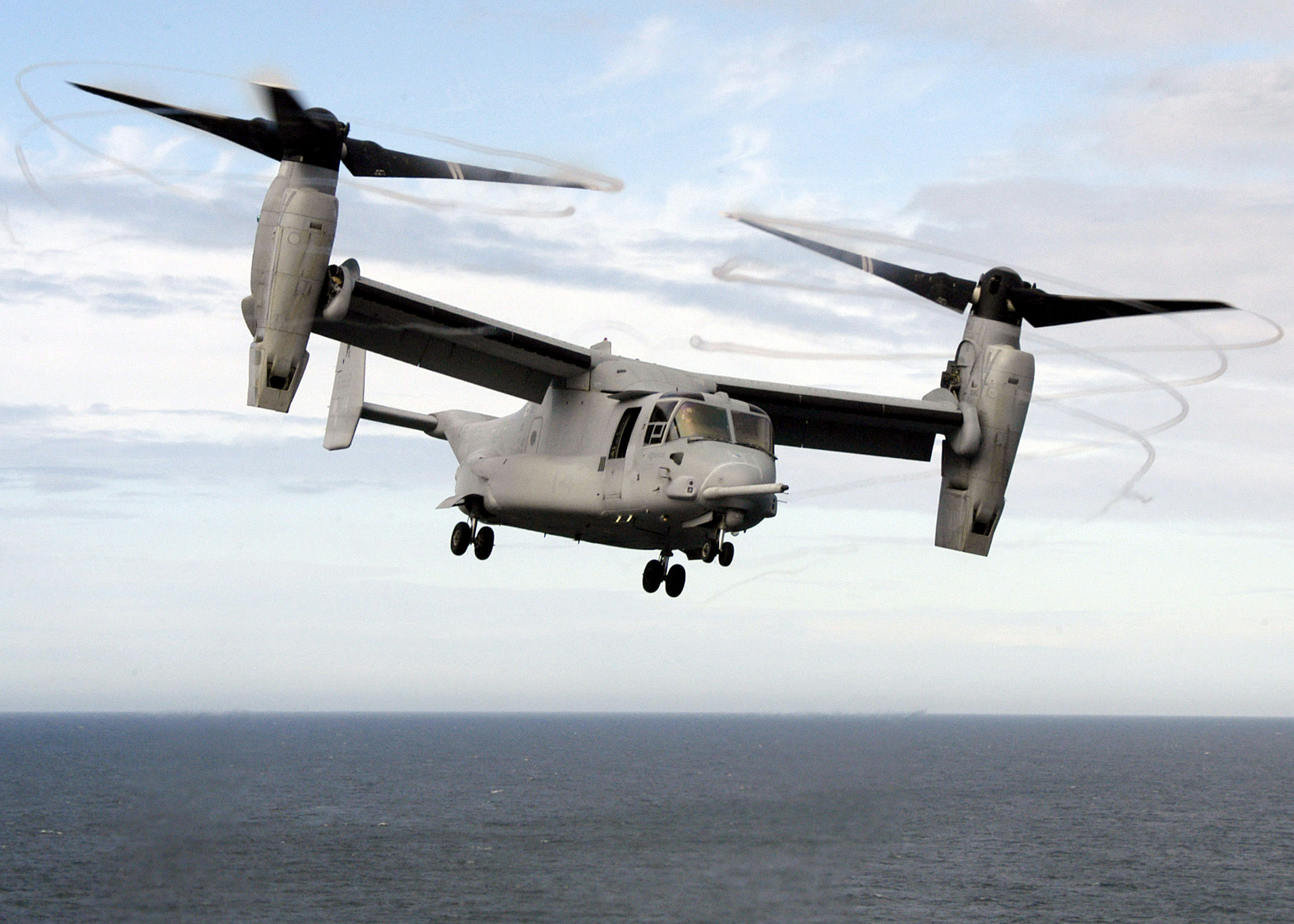
بالگرد وی-۲۲ دارای بارگیری پروانه بسیار زیادی هنگام هاور کردن است که باعث می‌شود تاوه نوک بال آن به‌خوبی دیده شود. در تصویر روبرو وی-۲۲ هنگام برخاست تاوه ایجاد کرده‌است.

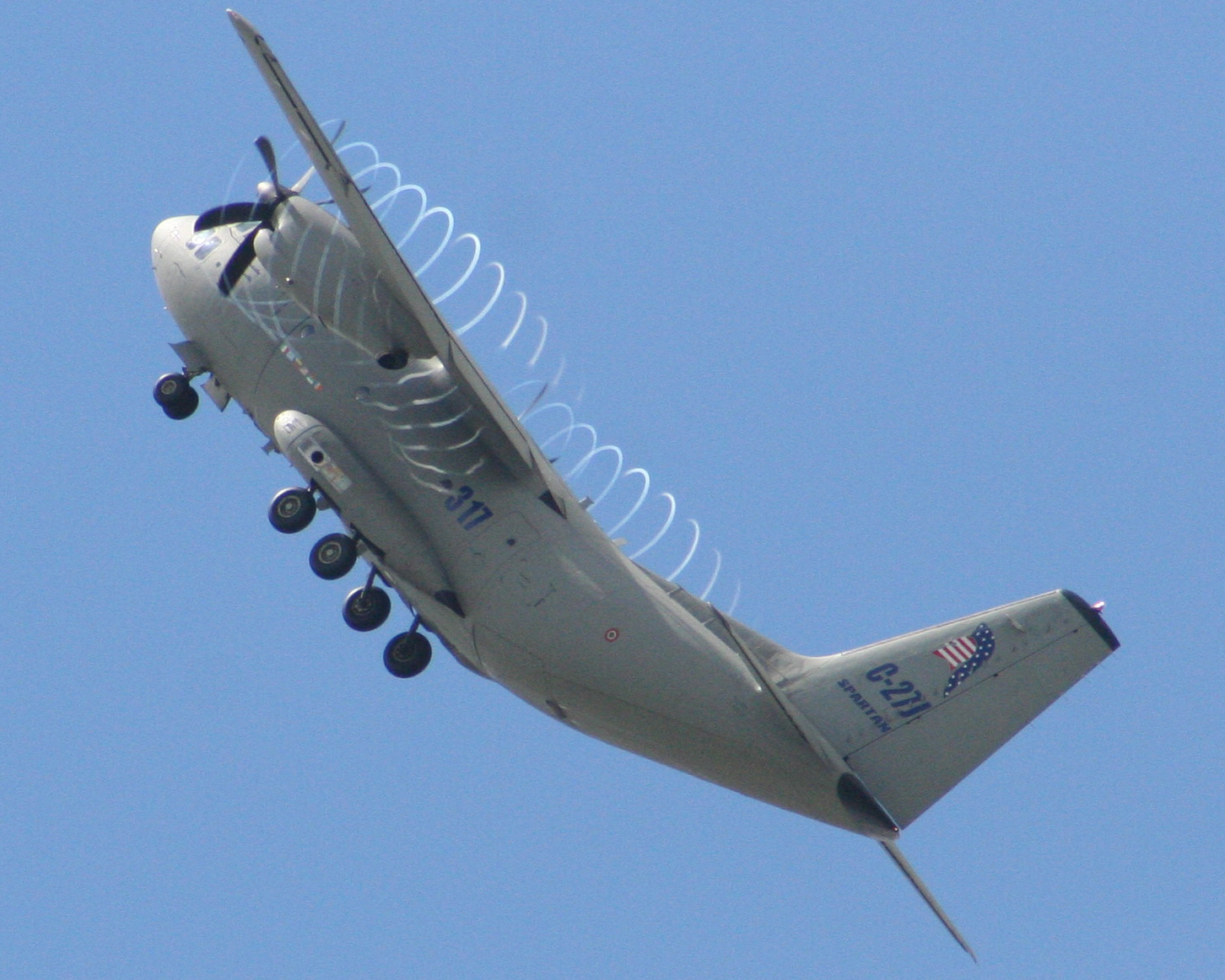
هواپیمای آلنیا سی-۲۷جی اسپارتان تاوه نوک بال ایجاد کرده‌است. این هواپیما از دو موتور دقیقاً مشابه وی-۲۲ است ولی بارگیری پروانه این هواپیما بسیار بیشتر از وی-۲۲ برای پروازهای عمودی می‌باشد که موجب می‌شود توانایی پرواز عمودی را نداشته باشد.

بارگیری پروانه (به انگلیسی: Disk loading) به نسبت وزن هواگرد به مساحت پروانه گفته می‌شود. به عبارت دیگر به میانگین تغییر فشاری گفته می‌شود که در یک پروانه تولید شده‌است. این پروانه می‌تواند پروانه اصلی بالگرد، پروانه دم بالگرد یا پروانه هواپیما باشد. پروانه‌های مشابه با پروانه هواپیما، دارای «نسبت وزن به پروانهٔ» بیشتری هستند بنابراین توان کمتری برای هاور کردن دارند. هواگرد تیلت‌روتور وی-۲۲ در هنگام هاور کردن، نسبت به یک بالگرد معمولی بار بیشتری بر روی دو پروانهٔ کوچک خود تحمل می‌کند؛ ولی در هنگام پرواز به‌حالت هواگرد ثابت‌بال بارگیری پروانهٔ آن از هواپیماهای توربوپراپ کمتر است زیرا در این حالت از بارگیری بال خود کمک می‌گیرد.

## پروانه بالگرد
روش محاسبه «بارگیری پروانه» بسیار ساده است و درواقع همان نسبت وزن به پروانه بحساب می‌آید. محاسبه آن برای یک بالگرد در هنگام هاور کردن، بدین گونه است که وزن کل بالگرد باید تقسیم بر مساحت پروانه اصلی بالگرد شود. مساحت پروانه به شیوه مساحت یک دایره به دست می‌آید و برای اینکار باید شعاع پروانه را به‌دست‌آورد؛ «بارگیری پروانه» در هنگام مانور دادن، پیاپی تغییر می‌کند و هرچقدر نسبت وزن بیشتر باشد، نیروی بیشتری برای حفظ سرعت پروانه از سوی موتور نیاز است. هرچقدر بارگیری پروانه در یک بالگرد کمتر باشد، نشانهٔ بهینگی در نیروی رانش است و مزیت محسوب می‌شود.
افزایش وزن بالگرد، بارگیری پروانه را افزایش می‌دهد. به این معنی که فشار وزن بیشتری بر روی پروانه وارد می‌نماید. به همین صورت، اگر بلندای پروانهٔ یک بالگرد را کاهش دهیم، بارگیری پروانهٔ آن افزایش خواهد یافت و نیازمند نیروی بیشتری از موتور خواهد بود تا بتواند هاور کند زیرا مقداری از نیروی برآر را از دست داده‌است. هرچقدر بارگیری پروانه کمتر باشد، بالگرد در هنگام خودگردی عملکرد بهتری خواهد داشت. معمولاً هواچرخها نسبت به بالگردها سبک‌تر هستند. از این رو بارگیری پروانه در هواچرخ بسیار کمتر است و درنتیجه در هنگام خودگردی فرود نرم‌تری را تجربه خواهند کرد.

## پروانه هواپیما
در هواپیماهای دارای پروانه نیز همانند بالگردها، هرچه نسبت بارگیری پروانه کمتر باشد، بهینه‌تر است. البته در هواپیماها، بارگیری بال نیز یکی دیگر از فاکتورهاست. در جریان هوای متلاطم پروانه بازدهٔ خود را از دست می‌دهد بنابراین برای برطرف کردن این مشکل از روش ملخ‌های متقاطع-دوار استفاده شده‌است.
نسبت وزن به پروانه در هواپیمای ایرباس ای۴۰۰ام اطلس بسیار زیاد است که باعث می‌شود «بارگیری پروانه» آن بسیار زیاد باشد.

## نمونه‌ها

Correlation between disc loading and hover lift efficiency, for various VTOL aircraft

| نام بالگرد     | کاربرد                     | بیشینهٔ وزن برخاست      | مساحت کل پروانه      | بیشینهٔ بارگیری پروانه       |
| -------------- | -------------------------- | ---------------------- | -------------------- | --------------------------- |
| رابینسون آر-۲۲ | بالگرد بسیارسبک چندمنظوره  | 1,370 lb (635 kg)      | 497 ft2 (46.2 m2)    | 2.6 lb/ft2 (14 kg/m2)       |
| بل ۲۰۶         | بالگرد سبک چندمنظوره       | 3,200 lb (1,451 kg)    | 872 ft2 (81.1 m2)    | 3.7 lb/ft2 (18 kg/m2)       |
| شینوک          | بالگرد ترابری نیمه‌سنگین    | 50,000 lb (22,680 kg)  | 5,655 ft2 (526 m2)   | 8.8 lb/ft2 (43 kg/m2)       |
| میل-۲۶         | بالگرد ترابری سنگین        | 123,500 lb (56,000 kg) | 8,495 ft2 (789 m2)   | 14.5 lb/ft2 (71 kg/m2)      |
| سی‌اچ-۵۳ئی      | بالگرد ترابری سنگین        | 73,500 lb (33,300 kg)  | 4,900 ft2 (460 m2)   | 15 lb/ft2 (72 kg/m2)        |
| وی-۲۲          | بالگرد تیلت‌روتور عمودپرواز | 60,500 lb (27,400 kg)  | 2,268 ft2 (211.4 m2) | 26.68 lb/ft2 (129.63 kg/m2) |